# 아르메니아 여자 축구 국가대표팀
아르메니아 여자 축구 국가대표팀은 아르메니아를 대표하는 여자 축구 대표팀으로 아르메니아 축구 협회에서 관리하며 유럽 여자 축구 최약체팀들 중 하나에 속한다. 2003년 5월 10일 오스트리아와의 국제 경기 데뷔전에서 0-11로 대패했으며 FIFA 여자 월드컵과 UEFA 유럽 여자 축구 선수권 대회 그리고 하계 올림픽 본선 진출 기록 모두 전무하다.

## 국제 대회 경력

### FIFA 여자 월드컵
2011년 FIFA 여자 월드컵 유럽 지역 예선을 통해 처음으로 월드컵 지역 예선에 출전했으나 이탈리아, 핀란드, 포르투갈, 슬로베니아를 상대로 단 1점의 승점도 따지 못한 채 8전 전패·7조 꼴찌에 머물렀다.

### UEFA 유럽 여자 축구 선수권 대회
UEFA 여자 유로 2005 예선에서 처음으로 메이저 대회 예선에 출전하여 이 대회 예선에서는 6전 전패의 처참한 성적에 그쳤지만 UEFA 여자 유로 2009 예선 예비라운드에서 보스니아 헤르체고비나와 비긴 뒤 라트비아를 최종전에서 꺾으며 첫 승점 및 첫 승리를 따냈다. 그리고 UEFA 여자 유로 2013 예선 예비라운드에서도 페로 제도를 꺾었고 조지아, 몰타와 비기며 처음으로 조별 예선 라운드 진출에 성공했지만 조별 예선에서는 8전 전패를 당하며 유럽 축구의 높은 벽을 또 다시 실감했다.

## 기타 국제 대회 경력
자국에서 열린 2021년 여자 4개국 친선 축구 대회에 출전하여 이 대회에서 리투아니아에 이어 준우승을 차지하며 모든 국제 대회를 통틀어 가장 좋은 성적을 남겼다.

## 성적

### FIFA 여자 월드컵
- 1991년: 불참
- 1995년 ~ 2019년: 예선 탈락

### 올림픽 축구
- 1996년 ~ 2020년: 예선 탈락

### UEFA 유럽 여자 축구 선수권 대회
- 1984년: 불참
- 1987년: 불참
- 1989년: 불참
- 1991년: 불참
- 1993년: 불참
- 1995년: 불참
- 1997년: 불참
- 2001년: 불참
- 2005년 ~ 2022년 : 예선 탈락

## 같이 보기
- 아르메니아 축구 국가대표팀